# 파리 메모리즈
《파리 메모리즈》(프랑스어: Revoir Paris)는 프랑스에서 제작된 알리스 우이노쿠르 감독의 2022년 드라마 영화이다. 비르지니 에피라, 브누아 마지멜이 주연으로 출연하였다.

## 출연
- 비르지니 에피라
- 브누아 마지멜
- 그레구아르 콜랭
- 마야 산사
- 아마두 보